# Érase una vez... el hombre (libro)
Érase una vez... el Hombre es un libro basado en la obra de Albert Barillé. A través de más de cien capítulos, el libro recoge datos de las series Érase una vez... el Hombre, Érase una vez... las Américas, Érase una vez... los inventores y Érase una vez... los exploradores a modo de enciclopedia infantil.

## El libro
Consta de 99 capítulos divididos en cinco secciones que van combinando distintos capítulos de las cuatro series, aunque existe cierta primacía de cierta serie en cada sección. Así mismo, incluye un mapamundi, un glosario y un índice de autores.

### El hombre, de los orígenes al fin de la Edad Media
Comprende 19 capítulos que abarcan la historia de la Tierra hasta la América precolombina, con una primacía de los primeros capítulos de Érase una vez... el Hombre, pero también de Érase una vez... las Américas.

### El hombre, del Renacimiento al inicio delsigloXXI
14 capítulos que cierran la serie Érase una vez... el Hombre, esta vez con menor incidencia de Érase una vez... las Américas. Incluye, así mismo, elementos inexistentes en las series como los Atentados del 11 de septiembre de 2001.

### De los primeros grandes navegantes a la exploración de América
Combina capítulos de Érase una vez... los exploradores y Érase una vez... las Américas, aunque también aparecen fragmentos de Érase una vez... los inventores. Se compone de 18 capítulos.

### La exploración de los océanos, de los continentes, del espacio
La sección de 22 capítulos mezcla la serie Érase una vez... las Américas (predominante) con Érase una vez... los exploradores.

### Los inventores y los descubridores, ayer y hoy
La sección que cierra el libro es, así mismo, la más larga (26 capítulos), y da especial importancia a Érase una vez... los inventores, que en muchas ocasiones ve varios capítulos del libro dedicados a un único capítulo de la serie.